# Bromesberrow
Bromesberrow är en ort och civil parish i Storbritannien.   Den ligger i grevskapet Gloucestershire och riksdelen England, i den södra delen av landet, 160 km väster om huvudstaden London. Bromesberrow ligger 67 meter över havet och antalet invånare är 407.
Terrängen runt Bromesberrow är platt. Runt Bromesberrow är det ganska tätbefolkat, med 144 invånare per kvadratkilometer. Närmaste större samhälle är Gloucester, 17,7 km sydost om Bromesberrow. Trakten runt Bromesberrow består till största delen av jordbruksmark.